# 27-я стрелковая дивизия (2-го формирования)
Не следует путать с 27-й Омской стрелковой дивизией формирования 1918 года
27-я стрелковая дивизия — воинское соединение Вооружённых Сил СССР в Великой Отечественной войне

## История дивизии
По приказу командующего 7-й армии от 10 августа 1941 года Ребольская оперативная группа преобразовывалась в 27-ю стрелковую дивизию. Формирование дивизии проходило с 11 по 19 августа 1941 года в посёлке Ругозеро на базе частей, стоявших на охране границы на Ребольском направлении Карело-Финской ССР до начала войны, а также 3-го горно-стрелкового, Сибирского и Сегозерского батальонов и пополнения, прибывшего в этот период. Управление и политотдел прибыли сюда из Петрозаводска. Руководил формированием представитель Кемской оперативной группировки полковник Козлов Георгий Кириллович (генерал-майор с мая 1942 г.), который впоследствии стал командиром дивизии. С момента формирования держала оборону на рубеже реки Пизмы. Оборона была организована по правому берегу реки. Дорогу Кочкома-Реболы прикрывал 337-й стрелковый полк, левее до южного берега озера Ругозеро — 73-й пограничный отряд, ещё левее занял позиции 3-й горно-стрелковый батальон сводного стрелкового полка. Основные силы этого полка и сибирский стрелковый батальон, находящиеся в резерве дивизии, были сосредоточены на юго-восточном берегу озера Ругозеро. Ширина обороны составляла 25 километров.

6 сентября 1941 года. Противник (14-я финская пехотная дивизия) прорвал линию обороны на участке 73-го пограничного отряда и вклинился до одного километра, но контратакой 337-го стрелкового полка был отброшен на исходные позиции.

8 сентября 1941 года. Противник обошёл с севера правый фланг дивизии, создалась угроза прорыва к дороге Кочкома-Реболы. Командованием было принято решение отвести 337-й стрелковый полк и 73-й пограничный отряд на рубеж за озеро Ругозеро.

11 сентября 1941 года. Под натиском противника, пытавшегося овладеть селом Ругозеро и выйти на дорогу Ругозеро-Паданы, дивизия отошла на новый рубеж обороны — восточнее села Ругозеро (67-68 км дороги Кочкома-Реболы). Ширина полосы обороны составляла около 50-ти километров — от южного берега озера Компаковское до северо-восточного берега озера Ондозеро. Оборона была построена в два эшелона: первый эшелон (18-километровый участок, расположенный по обеим сторонам дороги Кочкома-Реболы) — 345-й и 239-й стрелковые полки; второй эшелон (линия деревни Пертозеро) — 132-й стрелковый полк (в период с 18 ноября до 9 декабря находился в распоряжении Медвежьегорской оперативной группы) без одного батальона. На левом фланге обороны дивизии — северо-восточный берег озера Ондозеро, находился 1-й батальон 132-го стрелкового полка. Стыки между линиями обороны дивизии и Кировской железной дорогой контролировались 73-м пограничным отрядом. В мае-июне 1942 года для усиления обороны в распоряжение дивизии прибыли 85-я морская стрелковая бригада и 444-й истребительно-противотанковый артиллерийский полк. На этом рубеже дивизия держала оборону до 1944 года, ведя локальные операции, улучшая оборонительную систему, совершая рейды в тыл финских войск.
29 июня 1944 года. 27-я стрелковая дивизия перешла в наступление на занимаемом участке, и вела боевые действия до  5 сентября 1944 года (подписание перемирия с Финляндией).

В конце сентября 1944 года дивизия направлена в Вологду на переформирование.

С 29 января 1945 года 27-я стрелковая дивизия в составе войск 19-й армии 2-го Белорусского фронта. Участвовала в Восточно-Померанской операции

Приказом ВГК № 313 от 28 марта 1945 года 27-й стрелковой дивизии присвоено наименование «Гдыньская».

## Полное название
27-я стрелковая Гдыньская Краснознамённая дивизия

## Периоды вхождения в состав Действующей армии
- 25 сентября 1941 года — 9 ноября 1944 года;
- 29 января 1945 года — 9 мая 1945 года.

Перечень № 5 Стрелковых, горнострелковых, мотострелковых и моторизованных дивизий, входивших в состав действующей армии в годы Великой Отечественной войны 1941—1945 гг. / А. П. Покровский. — М.: Министерство обороны, 1956. — 218 с.

## Состав
Как дивизия Ребольского направления
- 337-й стрелковый полк (из 54-й стрелковой дивизии)
- 73-й пограничный отряд войск НКВД
- 345-й сводный стрелковый полк
- 3-й горнострелковый батальон
- 491-й гаубичный артиллерийский полк
- миномётный дивизион

Как 27-я стрелковая дивизия
- 132-й стрелковый полк
- 239-й стрелковый полк
- 345-й стрелковый полк (с 27.10.1941)
- 337-й стрелковый полк (до 27.10.1941)
- 3-й горнострелковый полк (до 27.10.1941)
- Сибирский стрелковый полк (с 06.10.1941 по 27.10.1941)
- 85-я морская стрелковая бригада (с мая 1942 г. до расформирования 20.02.1944 г.)???
- 491-й артиллерийский полк (до 27.10.1941)
- 53-й артиллерийский полк
- 120-й отдельный истребительно-противотанковый дивизион (с 12.01.1942)
- 444-й истребительно-противотанковый артиллерийский полк (с июня 1942 г. до июля 1943 г.)
- 386-я зенитная батарея (149-й отдельный зенитный артиллерийский дивизион)(до 10.05.1943)
- 364-й миномётный дивизион (с 01.11.1941 по 10.11.1942)
- 21-я отдельная разведывательная рота
- 45-й отдельный сапёрный батальон
- 33-й отдельный батальон связи (774-я отдельная рота связи)
- 63-й медико-санитарный батальон
- 35-я (15-я) отдельная рота химический защиты
- 87-я автотранспортная рота
- 163-й (80-й) дивизионный ветеринарный лазарет
- 348-я полевая хлебопекарня
- 1467-я (552-я) полевая почтовая станция
- 1156-я (540-я) полевая касса Госбанка

## Подчинение
| Дата            | Фронт (округ)         | Армия                      | Корпус                              | Примечания |
| --------------- | --------------------- | -------------------------- | ----------------------------------- | ---------- |
| 01.10.1941 года | Карельский фронт      | Кемская оперативная группа | -                                   | -          |
| 01.11.1941 года | Карельский фронт      | Кемская оперативная группа | -                                   | -          |
| 01.12.1941 года | Карельский фронт      | Кемская оперативная группа | -                                   | -          |
| 01.01.1942 года | Карельский фронт      | Кемская оперативная группа | -                                   | -          |
| 01.02.1942 года | Карельский фронт      | Кемская оперативная группа | -                                   | -          |
| 01.03.1942 года | Карельский фронт      | Кемская оперативная группа | -                                   | -          |
| 01.04.1942 года | Карельский фронт      | Кемская оперативная группа | -                                   | -          |
| 01.05.1942 года | Карельский фронт      | 26-я армия                 | -                                   | -          |
| 01.06.1942 года | Карельский фронт      | 26-я армия                 | -                                   | -          |
| 01.07.1942 года | Карельский фронт      | 26-я армия                 | -                                   | -          |
| 01.08.1942 года | Карельский фронт      | 26-я армия                 | -                                   | -          |
| 01.09.1942 года | Карельский фронт      | 26-я армия                 | -                                   | -          |
| 01.10.1942 года | Карельский фронт      | 26-я армия                 | -                                   | -          |
| 01.11.1942 года | Карельский фронт      | 26-я армия                 | -                                   | -          |
| 01.12.1942 года | Карельский фронт      | 26-я армия                 | -                                   | -          |
| 01.01.1943 года | Карельский фронт      | 26-я армия                 | -                                   | -          |
| 01.02.1943 года | Карельский фронт      | 26-я армия                 | -                                   | -          |
| 01.03.1943 года | Карельский фронт      | 26-я армия                 | -                                   | -          |
| 01.04.1943 года | Карельский фронт      | 26-я армия                 | -                                   | -          |
| 01.05.1943 года | Карельский фронт      | 26-я армия                 | -                                   | -          |
| 01.06.1943 года | Карельский фронт      | 26-я армия                 | -                                   | -          |
| 01.07.1943 года | Карельский фронт      | 26-я армия                 | -                                   | -          |
| 01.08.1943 года | Карельский фронт      | 26-я армия                 | -                                   | -          |
| 01.09.1943 года | Карельский фронт      | 26-я армия                 | -                                   | -          |
| 01.10.1943 года | Карельский фронт      | 26-я армия                 | -                                   | -          |
| 01.11.1943 года | Карельский фронт      | 26-я армия                 | -                                   | -          |
| 01.12.1943 года | Карельский фронт      | 26-я армия                 | -                                   | -          |
| 01.01.1944 года | Карельский фронт      | 26-я армия                 | -                                   | -          |
| 01.02.1944 года | Карельский фронт      | 26-я армия                 | -                                   |            |
| 01.03.1944 года | Карельский фронт      | 26-я армия                 |                                     | -          |
| 01.04.1944 года | Карельский фронт      | 32-я армия                 | -                                   | -          |
| 01.05.1944 года | Карельский фронт      | 32-я армия                 | -                                   | -          |
| 01.06.1944 года | Карельский фронт      | 32-я армия                 | -                                   | -          |
| 01.07.1944 года | Карельский фронт      | 32-я армия                 | -                                   | -          |
| 01.08.1944 года | Карельский фронт      | 32-я армия                 | -                                   | -          |
| 01.09.1944 года | Карельский фронт      | 32-я армия                 | 127-й лёгкий горнострелковый корпус | -          |
| 01.10.1944 года | Карельский фронт      | 26-я армия                 | 132-й стрелковый корпус             | -          |
| 01.11.1944 года | Карельский фронт      | 26-я армия                 | 132-й стрелковый корпус             | -          |
| 01.12.1944 года | Резерв Ставки ВГК     | 19-я армия                 | 132-й стрелковый корпус             |            |
| 01.12.1944 года | Резерв Ставки ВГК     | 19-я армия                 | 132-й стрелковый корпус             |            |
| 01.01.1945 года | 2-й Белорусский фронт | 19-я армия                 | 132-й стрелковый корпус             |            |
| 01.02.1945 года | 2-й Белорусский фронт | 19-я армия                 | 132-й стрелковый корпус             |            |
| 01.03.1945 года | 2-й Белорусский фронт | 19-я армия                 | 132-й стрелковый корпус             |            |
| 01.04.1945 года | 2-й Белорусский фронт | 19-я армия                 | 132-й стрелковый корпус             |            |
| 01.05.1945 года | 2-й Белорусский фронт | 19-я армия                 | 132-й стрелковый корпус             |            |

## Командование

### Командиры
- Козлов, Георгий Кириллович (24.09.1941 — 08.08.1942), полковник, с 03.05.1942 генерал-майор;
- Коршунов, Евгений Васильевич (01.08.1942 — 31.05.1945), полковник[2].
- Сонников, Григорий Леонтьевич (??.07.1945 — ??.01.1947), полковник.
- Кропотин, Николай Алексеевич (??.01.1947 — ??.05.1948), генерал-майор.

### Заместители командира
- Полятков, Николай Дмитриевич (22.07.1946 — ??.11.1946), полковник

## Отличившиеся воины дивизии
| Награда | Ф. И. О.                     | Должность                                   | Звание  | Дата награждения | Примечания                                          |
| ------- | ---------------------------- | ------------------------------------------- | ------- | ---------------- | --------------------------------------------------- |
|         | Варламов, Николай Гаврилович | Командир отделения 239-го стрелкового полка | сержант | 25.09.1943       | присвоено посмертно закрыл телом амбразуру пулемёта |

 Кавалеры ордена Славы трёх степеней.
- Архипов Ананий Семёнович, старший сержант, командир отделения 21 отдельной разведывательной роты. Указ Президиума Верховного Совета СССР от 29 июня 1945 года;
- Белов Анатолий Филиппович, младший сержант, заместитель командира отделения взвода пешей разведки 345 стрелкового полка. Указ Президиума Верховного Совета СССР от 15 мая 1946 года;
- Белокуров Пётр Алексеевич, младший сержант, командир орудийного расчёта 239 стрелкового полка. Указ Президиума Верховного Совета СССР от 15 мая 1946 года;
- Егоров Василий Алексеевич, сержант, командир отделения 21 отдельной разведывательной роты. Указ Президиума Верховного Совета СССР от 29 июня 1945 года;
- Заковряшин Ефим Степанович, старшина, командир отделения 21 отдельной разведывательной роты. Перенагражден орденом Славы 1 степени указом Президиума Верховного Совета СССР от 26 декабря 1967 года;
- Киприянов Иван Петрович, старший сержант, помощник командира взвода пешей разведки 345 стрелкового полка. Указ Президиума Верховного Совета СССР от 29 июня 1945 года;
- Чупров Кирилл Матвеевич, ефрейтор, стрелок 239 стрелкового полка. Указ Президиума Верховного Совета СССР от 15 мая 1946 года.

## Награды и наименования
| Награда (наименование)           | Дата                                                                | За что награждена |
| -------------------------------- | ------------------------------------------------------------------- | --- |
| Орден Красного Знамени           | Указ Президиума Верховного Совета СССР от 5 апреля 1945 года        | за образцовое выполнение боевых заданий командования на фронте борьбы с немецкими захватчиками при овладении городом Штольп и проявленные при этом доблесть и мужество. |
| Почётное наименование «Гдынская» | Приказ Верховного Главнокомандующего СССР № 081 от 17 мая 1945 года | за отличие в боях при овладении городом Гдыня. |

## Газета
Выходила газета «За Отчизну». Редактор — майор Андреев И. В., заместитель капитан Шиперович Борис Яковлевич (1908-?)